# آزی آزبورن
جان مایکل «آزی» آزبورن (انگلیسی: John Michael Osbourne؛ ۳ دسامبر ۱۹۴۸ – ۲۲ ژوئیهٔ ۲۰۲۵) خواننده، ترانه‌نویس و شخصیت رسانه‌ای انگلیسی بود. او در دههٔ ۱۹۷۰ به‌عنوان خوانندهٔ اصلی گروه هوی متال بلک سبث به شهرت رسید و در این دوره لقب «شاهزادهٔ تاریکی» را به خود اختصاص داد.
آزبورن در سال ۱۹۶۸ یکی از اعضای بنیان‌گذار بلک سبث بود و از آلبوم اول هم نام گروه در سال ۱۹۷۰ تا آلبوم هرگز نگو بمیر! در سال ۱۹۷۸ به‌عنوان خوانندهٔ اصلی فعالیت کرد. این گروه نقش بسیار تأثیرگذاری در گسترش موسیقی هوی متال داشت، به‌ویژه با آلبوم‌های تحسین‌شدهٔ پارانوید، ارباب واقعیت و سبث بلادی سبث. آزبورن در سال ۱۹۷۹ به دلیل مشکلات ناشی از مصرف الکل و مواد مخدر از بلک سبث اخراج شد. او سپس با انتشار آلبوم کولاک آز در سال ۱۹۸۰، حرفهٔ انفرادی موفقی را آغاز کرد و از آن زمان ۱۳ آلبوم استودیویی منتشر کرده که هفت آلبوم اول آن در ایالات متحده گواهی چندپلاتین دریافت کرده‌اند. او در سال‌های بعد چندین بار با بلک سبث همکاری کرد، از جمله در سال ۱۹۹۷ که به گروه بازگشت و در ضبط آخرین آلبوم استودیویی گروه، ۱۳ (۲۰۱۳)، مشارکت داشت. این گروه سپس تور خداحافظی خود را برگزار کرد که با اجرایی در سال ۲۰۱۷ در زادگاهشان، بیرمنگام، به پایان رسید. آزبورن در ۵ ژوئیهٔ ۲۰۲۵، آخرین اجرای خود را در کنسرت «بازگشت به آغاز» در حالی که با مشکلات سلامتی مداوم دست و پنجه نرم می‌کرد، به روی صحنه برد. او پیش‌تر در همان سال اعلام کرده بود که این کنسرت، آخرین اجرای او خواهد بود.
آزبورن در مجموع بیش از ۱۰۰ میلیون آلبوم، شامل آثار انفرادی و آلبوم‌های بلک سبث، فروخته است. او در سال ۲۰۰۶ به‌عنوان عضوی از بلک سبث و در سال ۲۰۲۴ به‌عنوان هنرمند انفرادی به تالار مشاهیر راک اند رول راه یافت. همچنین در سال ۲۰۰۵ به‌عنوان هنرمند انفرادی و با بلک سبث به تالار مشاهیر موسیقی بریتانیا معرفی شد. او همچنین ستاره‌هایی در پیاده‌روی مشاهیر هالیوود و پیاده‌روی ستارگان بیرمنگام دریافت کرده است. در جوایز موسیقی ام‌تی‌وی اروپا ۲۰۱۴، جایزهٔ نماد جهانی به او اهدا شد و در سال ۲۰۱۵ جایزه آیور نوولو برای یک عمر دستاورد را از آکادمی ترانه‌سرایان، آهنگسازان و نویسندگان بریتانیا دریافت کرد.
در اوایل دههٔ ۲۰۰۰، آزبورن با حضور در برنامهٔ تلویزیون واقع نما شبکهٔ ام‌تی‌وی به نام خانواده آزبورن، همراه با همسر و مدیر برنامه‌اش شارون و دو فرزندشان، کلی و جک، به ستارهٔ تلویزیون واقع‌نما تبدیل شد. او همچنین با جک و کلی در مجموعهٔ تلویزیونی Ozzy & Jack's World Detour هم‌بازی بوده است.

## ابتدای زندگی

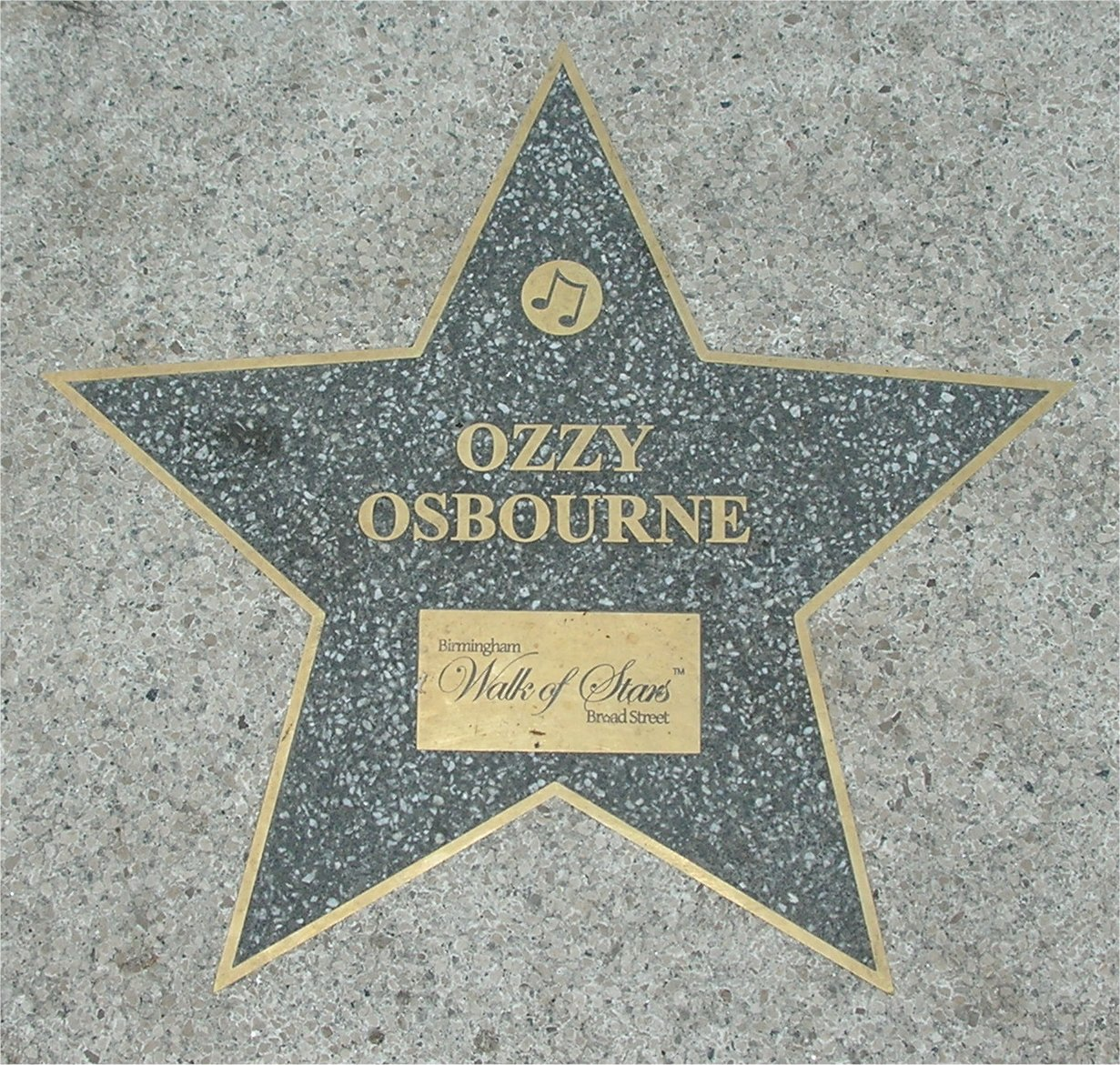
ستاره ی آزی آزبورن در بیرمینگهام

جان مایکل آزبورن در ۳ دسامبر ۱۹۴۸ در مارستون گرین به دنیا آمد و در منطقه استون شهر بیرمنگام بزرگ شد. مادرش، لیلین (با نام خانوادگی اونیتی؛ ۱۹۱۶–۲۰۰۱)، کاتولیکی غیرمذهبی بود که در کارخانه لوکاس کار می‌کرد. پدرش، جان توماس «جک» آزبورن (۱۹۱۵–۱۹۷۷)، ابزارساز شیفت شب در شرکت جنرال الکتریک کمپانی بود. آزبورن سه خواهر بزرگ‌تر به نام‌های جین، آیریس و گیلیان و دو برادر کوچک‌تر به نام‌های پل و تونی داشت. خانواده در خانه‌ای کوچک و دوخوابه در خیابان لج شماره ۱۴ در استون زندگی می‌کردند. آزبورن در کودکی لقب «ازی» را به دست آورد. او در مدرسه با مشکل خوانش‌پریشی دست و پنجه نرم می‌کرد. لهجه‌اش برومی با حالتی از تردید توصیف شده است.
در ۱۱ سالگی، او از سوی زورگویان مدرسه مورد آزار جنسی قرار گرفت. او گفته که در دوران نوجوانی چندین بار اقدام به خودکشی کرده است. او در نمایش‌های مدرسه، از جمله میکادو و اچ. ام.اس. پینافور اثر گیلبرت و سالیوان، شرکت داشت. در ۱۴ سالگی، پس از شنیدن اولین تک‌آهنگ موفق بیتلز، طرفدار این گروه شد و ترانه «اون عاشقته» در سال ۱۹۶۳ را الهام‌بخش خود برای موسیقی‌دان شدن دانست. در مستند خدا ازی آزبورن را حفظ کند (God Bless Ozzy Osbourne) محصول سال ۲۰۱۱، آزبورن گفت که بیتلز باعث شد او بفهمد که «تا باقی عمر یک راک‌اِستار خواهد بود».
آزبورن در ۱۵ سالگی مدرسه را ترک کرد و به عنوان کارگر ساختمانی، کارآموز لوله‌کش، ابزارساز مبتدی، تنظیم‌کننده بوق کارخانه خودروسازی و کارگر کشتارگاه مشغول به کار شد. در ۱۷ سالگی، به جرم سرقت از یک مغازه لباس محکوم شد، اما نتوانست جریمه را پرداخت کند. پدرش نیز برای درس عبرت گرفتن او از پرداخت جریمه خودداری کرد و در نتیجه، آزبورن شش هفته را در زندان وینسون گرین گذراند.

## فعالیت حرفه‌ای

### بلک سبث

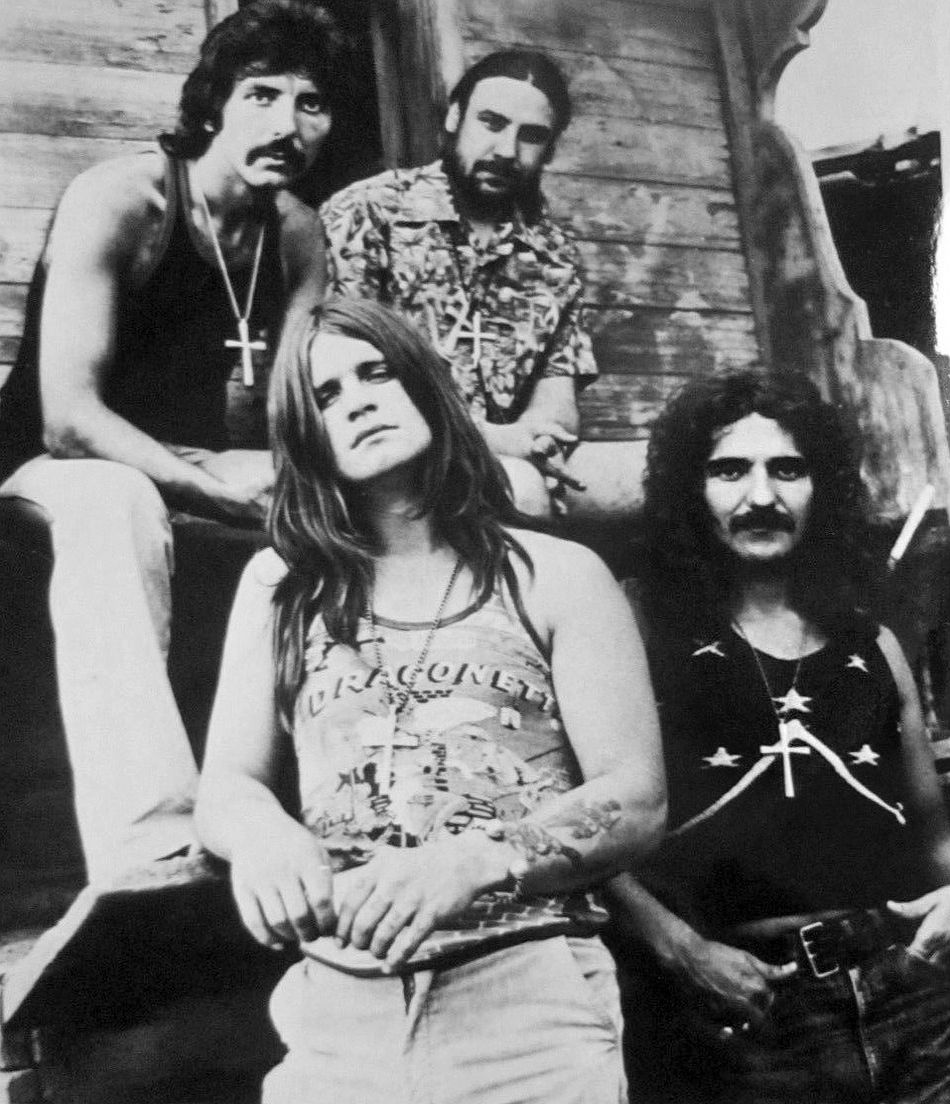
آزبورن (پایین سمت چپ) به همراه بلک سبث در سال ۱۹۷۲

در اواخر سال ۱۹۶۷، گیزر باتلر اولین گروه خود، ریر برید، را تشکیل داد و آزبورن را به عنوان خواننده استخدام کرد. این گروه پس از دو اجرا از هم پاشید. آزبورن و باتلر در گروه دیگری به نام پولکا تولک بلوز دوباره به هم پیوستند که شامل گیتاریست تونی آیومی و درامر بیل وارد بود. آنها نام گروه را به زمین تغییر دادند، اما پس از اینکه به‌طور تصادفی به جای یک گروه دیگر با همین نام، برای یک اجرا رزرو شدند، تصمیم گرفتند نام گروه را دوباره تغییر دهند و در اوت ۱۹۶۹ نام بلک سبث را برای خود برگزیدند. نام گروه از فیلمی با همین عنوان الهام گرفته شده بود. بلک سبث متوجه شد که مردم چگونه در طول اجراهایشان از ترسیدن لذت می‌برند، که الهام‌بخش تصمیم آنها برای نواختن یک سبک موسیقی بلوز سنگین با صداها و اشعار غم‌انگیز بود. باتلر هنگام ضبط اولین آلبوم خود، کتابی اسرارآمیز خواند و با دیدن یک چهره تاریک در انتهای تختش از خواب بیدار شد. باتلر این موضوع را به آزبورن گفت و آنها با هم اشعار آهنگ «بلک سبث» را نوشتند، اولین آهنگ آنها با حال و هوای تیره‌تر منتشر شد.
شرکت ضبط موسیقی آمریکایی گروه برادران وارنر رکوردز، سرمایه‌گذاری کمی روی آن انجام داد، اما بلک سبث با موفقیت سریع و پایداری روبرو شد. اولین آلبوم آنها، بلک سبث، و دومین آلبومشان، پارانوئید، که بر پایه ریف‌های گیتار تونی آیومی، اشعار گیزر باتلر، ضرب‌آهنگ‌های درام با تمپوی تاریک بیل وارد و در صدر آنها آواز وهم‌آور آزبورن ساخته شده بود، از نظر تجاری موفق بودند و همچنین پخش رادیویی قابل توجهی داشتند. با این حال، آزبورن به یاد می‌آورد که «در آن روزها، گروه در بین زنان خیلی محبوب نبود».
در نوامبر ۱۹۷۳، بلک سبث آلبوم تحسین‌شده‌ی «سبت بلادی سبث» را منتشر کرد. این برای اولین بار بود که این گروه در مطبوعات جریان اصلی نقدهای مثبتی دریافت کرد. گوردون فلچر از رولینگ استون این آلبوم را «اثری فوق‌العاده جذاب» و «چیزی کمتر از یک موفقیت کامل» نامید. دهه‌ها بعد، ادواردو ریواداویا از آل‌میوزیک این آلبوم را «شاهکاری ضروری برای هر مجموعه هوی متال» نامید، در حالی که ادعا کرد گروه «حس تازه‌ای از ظرافت و بلوغ» را به نمایش گذاشته است. این آلبوم پنجمین آلبوم متوالی پرفروش گروه پلاتینیوم  در ایالات متحده بود. سبتیج در ژوئیه ۱۹۷۵ منتشر شد. باز هم نقدهای مثبتی وجود داشت. رولینگ استون اظهار داشت: «سبتیج نه تنها بهترین آلبوم بلک سبث از زمان پارانوئید است، بلکه ممکن است بهترین آلبوم آنها تا کنون باشد.» در یک نقد گذشته‌نگر، آل‌میوزیک نظر مساعدی نداشت و خاطرنشان کرد که «شیمی جادویی که آلبوم‌هایی مانند پارانوئید و جلد ۴ را بسیار خاص کرده بود، در حال فروپاشی است». آلبوم تکنیکال ئی‌کستی که در ۲۵ سپتامبر ۱۹۷۶ منتشر شد، نیز با نقدهای متفاوتی روبرو شد. آل‌میوزیک به این آلبوم دو ستاره می‌دهد و خاطرنشان می‌کند که گروه «با سرعت نگران‌کننده‌ای در حال از هم پاشیدن» است.

## زندگی خصوصی

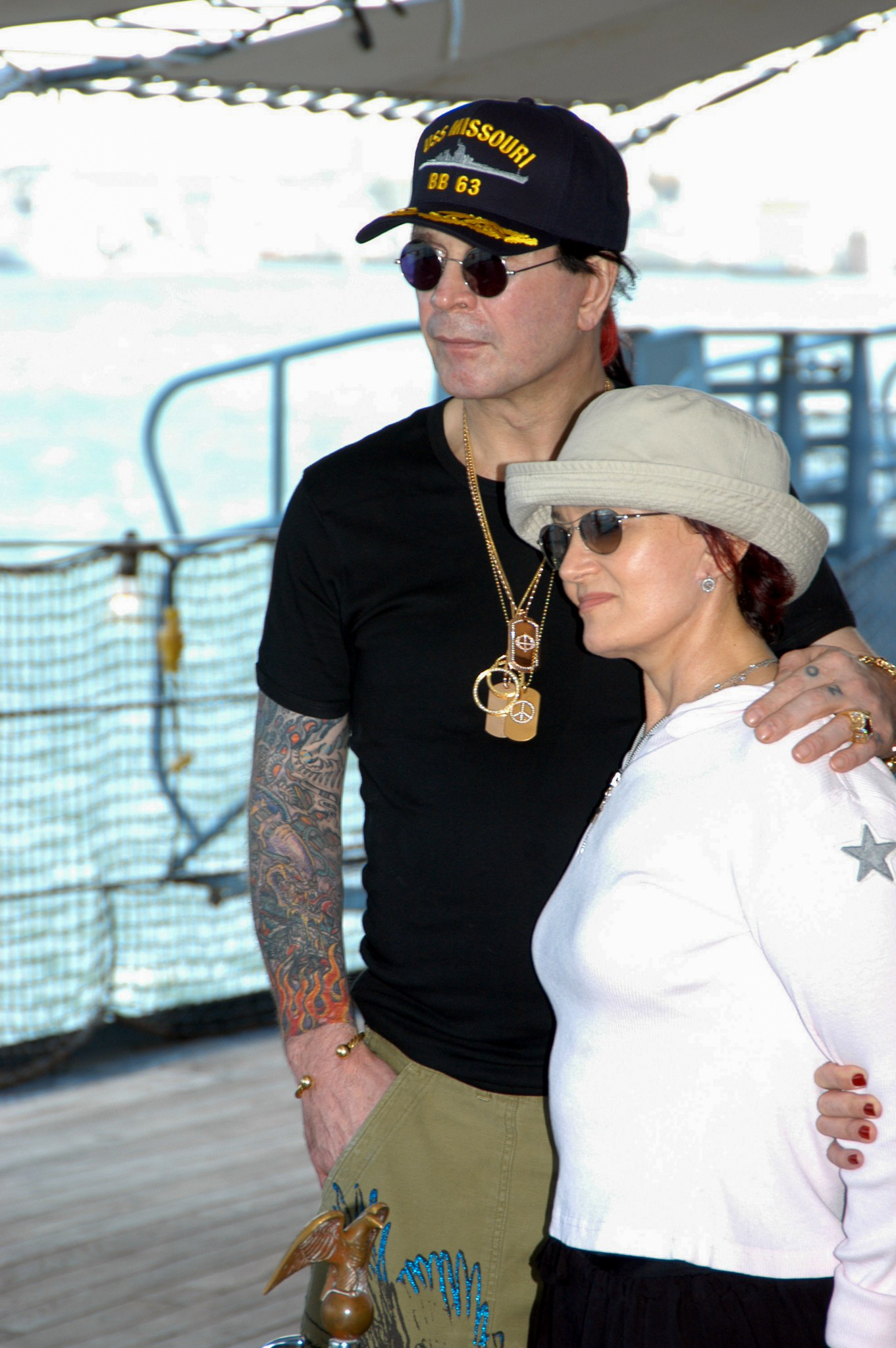
جان مایکل «آزی» آزبورن به همراه همسرش

در سال ۱۹۷۱ آزی در یک کلوپ شبانه با تلما رایلی که در آن‌جا کار می‌کرد آشنا شد. آن‌ها در ژوئیه همان سال با هم ازدواج کردند. تلما یک فرزند پنج ساله به نام الیوت کینگزلی از رابطهٔ قبلی خود داشت (الیوت به عنوان فرزند خواندهٔ آزی از همسر اولش شناخته می‌شود و در حال حاضر بازیگر تئاتر است). آزی و تلما در سال ۱۹۷۲ صاحب یک دختر به نام جسیکا و در سال ۱۹۷۵ صاحب یک پسر به نام لوییز شدند. آزی و تلما در سال ۱۹۸۲ از هم جدا شدند. آزی بعدها ازدواج با تلما را به عنوان یک اشتباه وحشتناک یاد کرد. در فیلم مستندی که در سال ۲۰۱۱ از زندگی آزی آزبورن ساخته شد(God bless Ozzy Osbourne)جسیکا و لوییز گفتند که آزی پدر بدی بوده است؛ آزی حتی تاریخ تولد آن‌ها را نمی‌داند. جسیکا، لوییز و مادرشان تلما همانند هر شهروند عادی دیگری تا حد زیادی گمنام مانده‌اند. در سال ۱۹۸۲ آزی با شارون آردن ازدواج کرد. آن‌ها صاحب سه فرزند به نام‌های ایمی (۱۹۸۳)، کِلی (۱۹۸۴) و جَک (۱۹۸۵) شدند. در سال ۲۰۰۱ با آغاز به پخش نمایش واقعی تلویزیونی از زندگی آزبورن‌ها، آزی و خانواده‌اش یک بار دیگر مورد توجه عموم قرار گرفتند. این برنامه از زندگی روزمرهٔ آزی به همراه همسرش شارون و دو فرزندش‌شان کِلی و جَک و توسط ام‌تی‌وی تهیه شده بود(اِیمی دختر ارشد آن‌ها در این برنامه حضور نداشت). آزبورن‌ها که در سال ۲۰۰۲ موفق به دریافت جایزهٔ امی بهترین شوی واقع‌نمای تلویزیونی شد تصویری واقعی و بدون سانسور از روابط و مسائل خصوصی خانوادهٔ آزبورن را نمایش داد. در چند بخش از آن به مسئلهٔ اعتیاد جک-تنها پسر خانواده-به الکل و مخدر و جروبحث آزی با او بر سر این موضوع پرداخته شد. در نهایت جک در سال ۲۰۰۳ به یک مرکز ترک اعتیاد مخصوص نوجوانان در مالیبو فرستاده شد. ایمی دختر بزرگ‌تر آن‌ها از ابتدا مخالف ایدهٔ ساخت این برنامه بود. او گفته بود از این برنامه متنفر است و حاضر نیست با حضور جلوی دوربین زندگی شخصی‌اش را به نمایش عموم بگذارد. او در زمان تصویر برداری که ۱۶ سال بیشتر نداشت خانه را ترک کرد.
در ۱۸ مه سال ۲۰۰۷ اعلام شد که به‌زودی پیاده‌روی ستارگان بیرمنگام-شبیه پیاده‌روی شهرت هالیوود- افتتاح خواهد شد. بالاخره در ۶ ژوئیه، طی مراسمی آزی آزبورن به‌عنوان اولین عضو پیاده‌روی ستارگان بیرمنگام معرفی شد و به افتخار او نشان ستارهٔ برنزی در محل نصب شد.
آزی در سال ۲۰۰۸ طی مصاحبه‌ای که با یواس‌ای تودی داشت اعلام کرد که پس از انتشار ۲ آلبوم دیگر خود برای همیشه از دنیای موسیقی کناره‌گیری خواهد کرد.

## آزفست
آزی آزبورن پایه‌گذار فستیوال سالیانه آزفِست است که در آن گروه‌های هوی متال موسیقی اجرا می‌کنند.

## بیماری و مرگ
در ۶ فوریه ۲۰۱۹، آزبورن به توصیه پزشک خود به دلیل بیماری آنفولانزا بستری شد که بخش اروپایی تور "No More Tours II" به تعویق افتاد. این مشکل به عنوان «عفونت شدید دستگاه تنفسی فوقانی» پس از ابتلا به آنفولانزا توصیف شد که پزشکش با توجه به ماهیت فیزیکی اجراهای زنده و برنامه سفر گسترده در سراسر اروپا در شرایط زمستانی، نگران تبدیل شدن آن به ذات‌الریه بود.
در ۱۲ فوریه ۲۰۱۹، آزبورن به بخش مراقبت‌های ویژه منتقل شد. برگزارکنندگان تور، لایو نیشن، امیدوار بودند که آزبورن «سالم و تندرست» باشد و بتواند در استرالیا و نیوزیلند به اجرای تور بپردازد. آزبورن بعداً پس از آسیب جدی به دلیل افتادن در خانه‌اش در لس‌آنجلس در حالی که هنوز در دوران بهبودی از ذات‌الریه بود، تور و در نهایت تمام اجراهای برنامه‌ریزی شده برای سال ۲۰۱۹ را به‌طور کامل لغو کرد. او در فوریه ۲۰۱۹ به بیماری پارکینسون مبتلا شده بود که در ژانویه ۲۰۲۰ آن را علناً فاش کرد. او به دلیل این بیماری توانایی راه رفتن را از دست داد. در فوریه ۲۰۲۰، آزبورن تور آمریکای شمالی ۲۰۲۰ را لغو کرد و تا آوریل در سوئیس درمان خود را پیگیری کرد. در سال ۲۰۲۰، آزبورن فاش کرد که به آمفیزم مبتلا است.
آزبورن صبح ۲۲ ژوئیه ۲۰۲۵، در سن ۷۶ سالگی، هفده روز پس از آخرین اجرای زنده در کنسرت خداحافظی «Back to the Beginning» درگذشت. بیانیه‌ای از سوی خانواده‌اش تأیید کرد که او در زمان مرگش در بیرمنگام در کنار خانواده‌اش بوده است.

## میراث
آزبورن یکی از نمادهای برجستهٔ موسیقی هارد راک محسوب می‌شود و به‌واسطهٔ فعالیت‌هایش در گروه بلک سبث، از بنیان‌گذاران هِوی متال نیز به‌شمار می‌رود. با این حال، او علاقه‌ای به دسته‌بندی شدن در قالب «متال» نداشت و معتقد بود: «گروه ما موسیقی سنگین اجرا می‌کرد، اما گروه‌های دیگر که متال نامیده می‌شوند واقعاً سنگین‌ترند.» او همچنین خاطرنشان کرده است: «وقتی در یک [سبک] خاص طبقه‌بندی بشی، ممکنه خیلی سخت بشه که بخوای کاری سبک‌تر یا یه قطعهٔ آکوستیک یا هر چیز دیگه‌ای که دوست داری انجام بدی. اون روزها، همه‌چیز صرفاً موسیقی راک بود. و هنوز هم همون موسیقی راکه.»
خارج از حوزهٔ موسیقی، برنامهٔ تلویزیونی The Osbournes با حضور آزبورن و خانواده‌اش، یکی از آثار پیشگام در واقع‌نمایی تلویزیونی به‌شمار می‌رود؛ برنامه‌ای که آغازی برای مجموعه‌های تمرکزیافته بر زندگی خانوادگی سلبریتی‌ها شد.

## نگارخانه

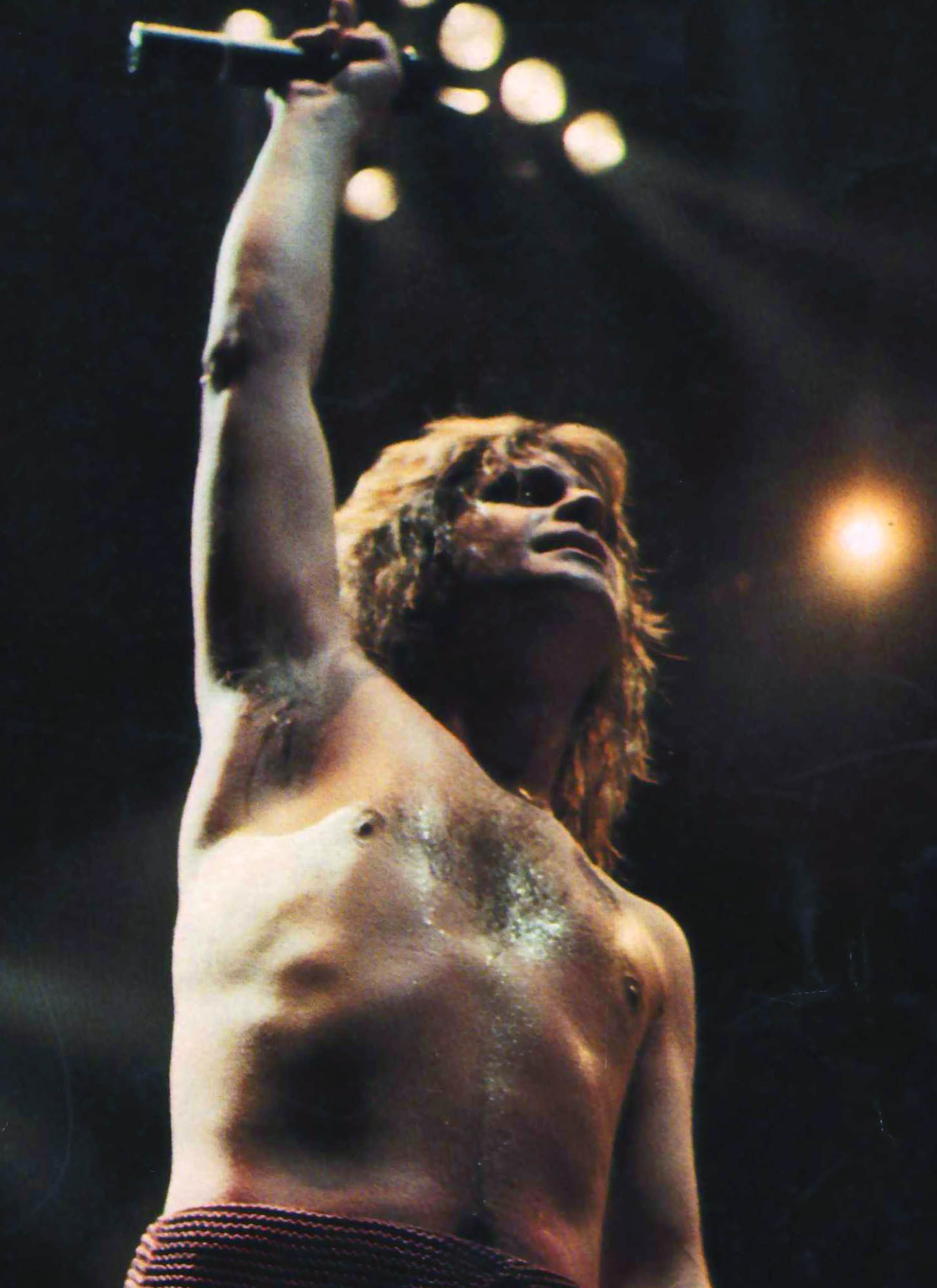
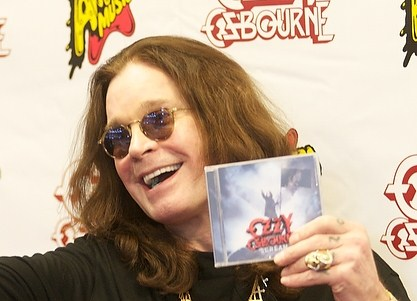
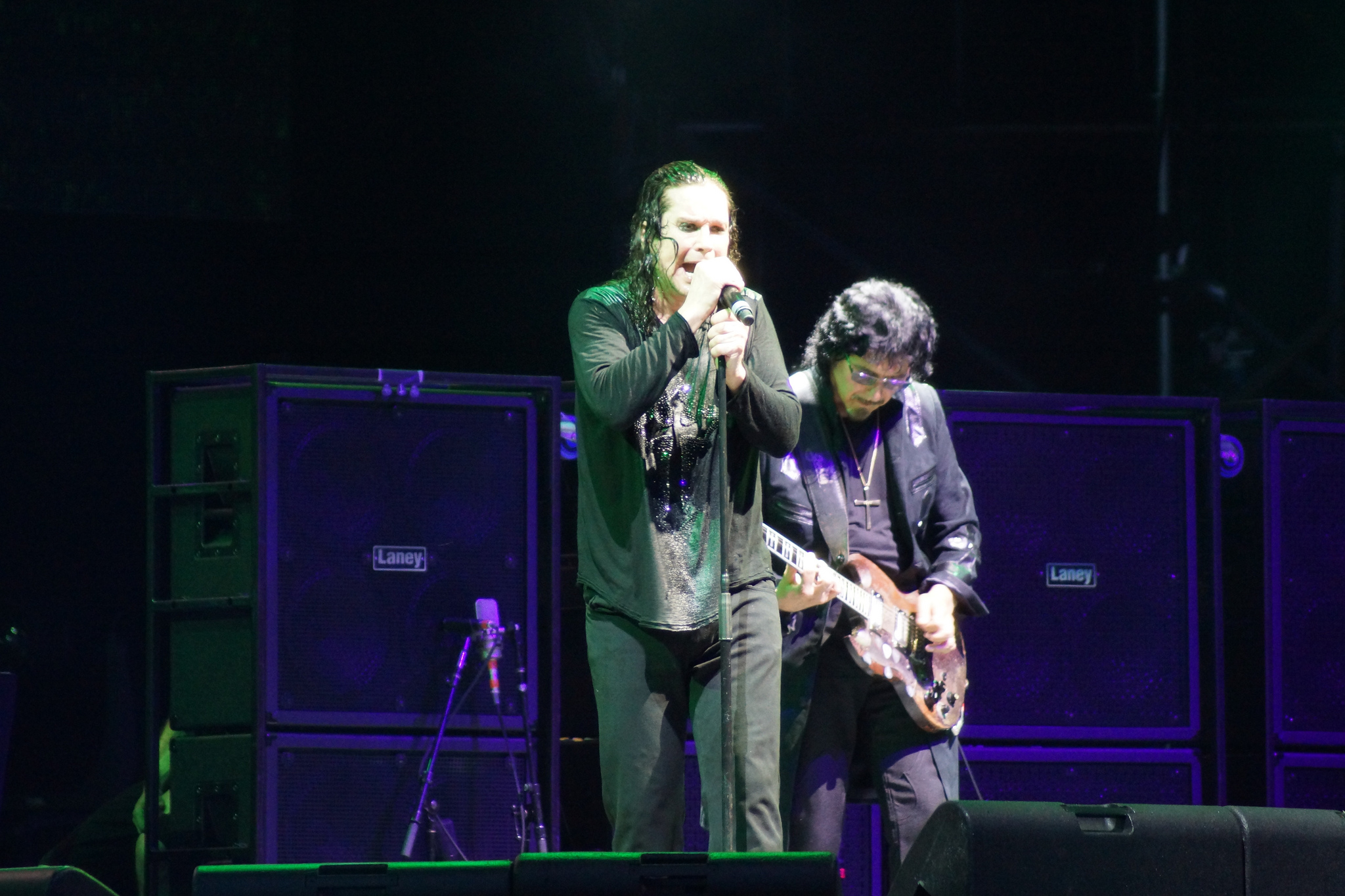
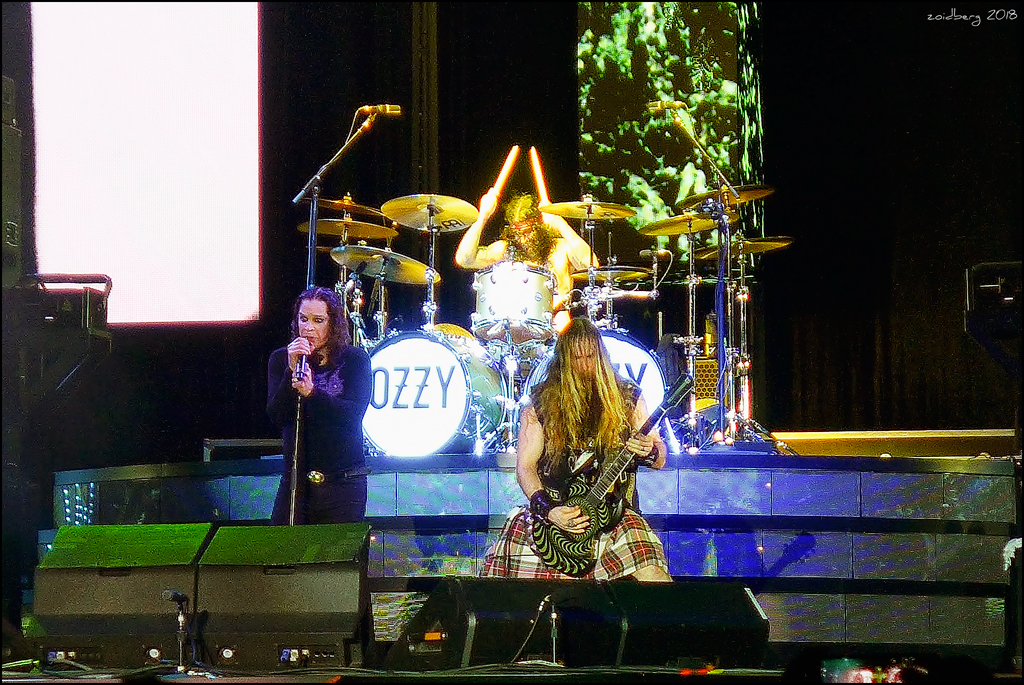
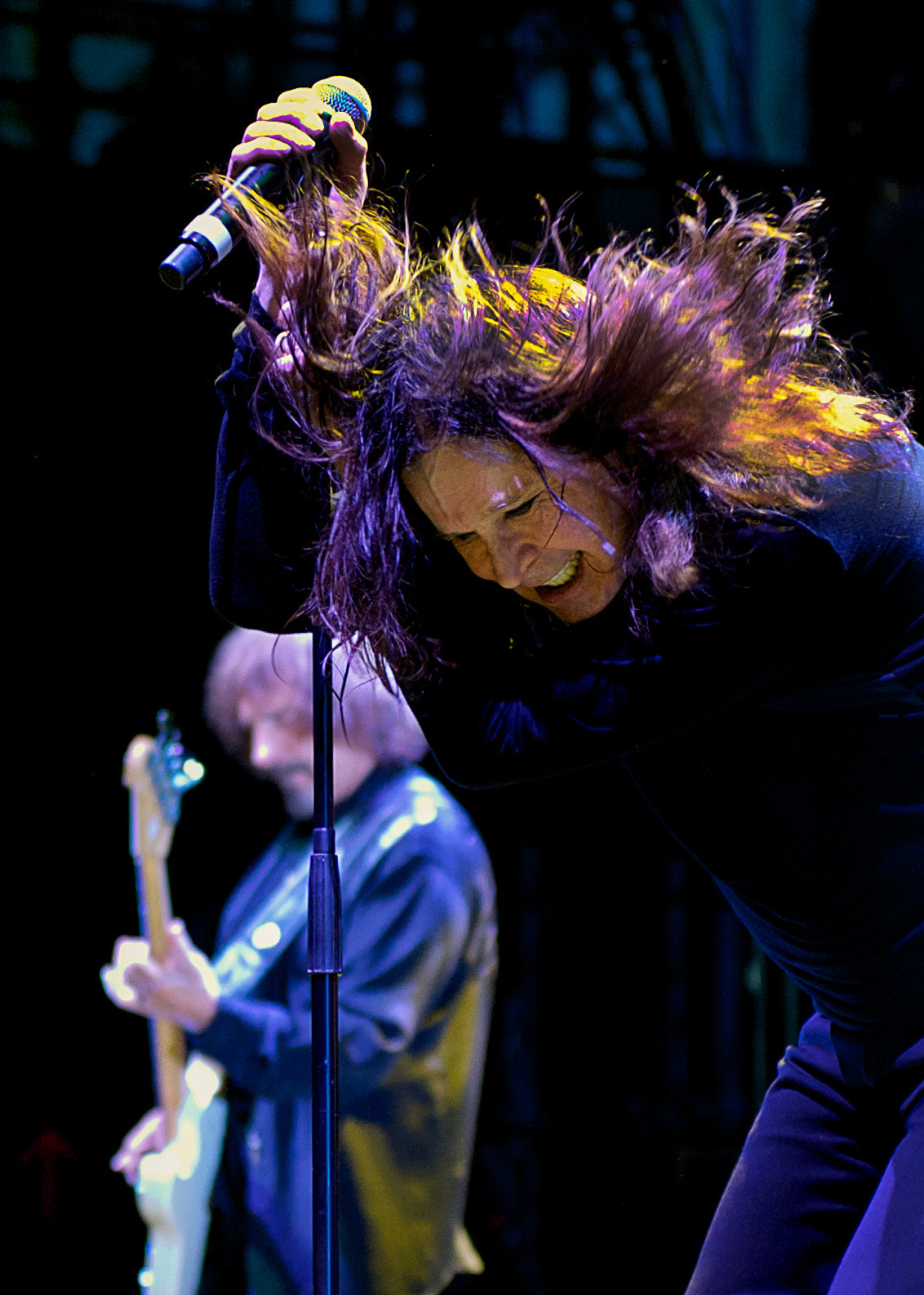